# Yizhousaurus
Yizhousaurus (лат.) —  род динозавров из группы зауропод, живших в раннем юрском периоде на территории современной провинции Юньнань на юге Китая. Типовый вид — Yizhousaurus sunae. Описан по почти полностью сохранившемуся скелету. В настоящее время является наиболее хорошо сохранившимся скелетом среди известных базальных зауропод с почти полным черепом. Впервые описан палеонтологами Sankar Chatterjee, T. Wang, S. G. Pan, Z. Dong, X. C. Wu и Paul Upchurch в 2010 году.